# Letterbrickaun
Letterbrickaun (iriska: Leitir Brecáin) är ett berg i republiken Irland.   Det ligger i grevskapet County Galway och provinsen Connacht, i den nordvästra delen av landet, 230 km väster om huvudstaden Dublin. Toppen på Letterbrickaun är 667 meter över havet, eller 407 meter över den omgivande terrängen. Bredden vid basen är 5,5 km.
Terrängen runt Letterbrickaun är huvudsakligen kuperad, men söderut är den platt.Runt Letterbrickaun är det mycket glesbefolkat, med 5 invånare per kvadratkilometer. Närmaste större samhälle är Clifden, 19,5 km väster om Letterbrickaun. Trakten runt Letterbrickaun består i huvudsak av gräsmarker.